# Free Your Mind (Anarbor)
Free Your Mind è un EP degli Anarbor, pubblicato il 10 marzo 2009 con etichetta Hopeless Records. È il secondo lavoro pubblicato per la Hopeless e precede l'uscita dell'album di debutto The Words You Don't Swallow (2010). La canzone Let the Games Begin è inclusa anche nell'album d'esordio, mentre The Brightest Green e Passion for Publication figuravano già sull'EP The Natural Way (2008). Un video musicale è stato girato per The Brightest Green ed anche per You and I, che è stata peraltro scelta come colonna sonora per il film Scooby-Doo! Il mistero ha inizio.

## Tracce
1. Let the Games Begin – 3:20
2. The Brightest Green – 3:17
3. Where the Wild Things Are (Monsters) – 3:13
4. Halfway Sober – 3:55
5. You and I – 2:57
6. Passion for Publication – 2:38
7. Always Dirty, Never Clean – 3:25